# Armoriale dei comuni del Loir-et-Cher
Questa pagina contiene le armi (stemma e blasonatura) dei comuni del Loir-et-Cher.

## A-B
| Stemma | Nome del comune e blasonatura |
| ------ | --- |
|        | Ambloy Divisé en chevron : au premier de gueules aux deux fleurs de lys d'argent, au second d'argent à la tête de lion arrachée de sable couronnée de gueules ; au chevron échiqueté d'or et d'azur brochant sur la partition. (troncato in scaglione: nel 1º di rosso, a due gigli d'argento; nel 2º d'argento, alla testa di leone strappata di nero coronata di rosso; allo scaglione scaccato d'oro e d'azzurro attraversante sulla partizione)                                                             |
|        | Areines D'or chapé de sable aux trois colonnes de l'un en l'autre. (di nero, mantellato d'oro, a tre colonne dell'uno nell'altro) |
|        | Artins Écartelé : au premier et au quatrième losangé d'or et de gueules, au deuxième et au troisième d'azur aux cinq fleurs de lys d'or ordonnées en sautoir ; à la croix d'argent brochant sur le tout. (inquartato: nel 1º e 4º losangato d'oro e di rosso; nel 2ºe 3º d'azzurro, a cinque gigli d'oro ordinati in decusse; alla croce d'argento attraversante sul tutto) |
|        | Arville De sinople aux deux barres d'or. (di verde, a due sbarre d'oro) |
|        | Autainville D'or au pal de gueules; au chef de sinople chargé de trois feuilles de vigne du champ. . (d'oro, al palo di rosso; al capo di verde, caricato di tre foglie di vite del campo) |
|        | Authon D'azur aux trois fasces d'or. (d'azzurro, a tre fasce d'oro) |
|        | Avaray D'azur à la fasce d'or chargée de deux cailles de gueules et accompagnée en pointe d'une coquille aussi d'or ; à l'écusson du même chargé de trois maillets de gueules brochant sur le tout. (d'azzurro, alla fascia d'oro caricata di due quaglie di rosso e accompagnata in punta da una conchiglia d'oro; allo scudetto dello stesso caricata di tre mazzette di rosso attraversante sul tutto) |
|        | Azé D'or au lion d'azur tenant de ses pattes antérieures une croix renversée de sable; au chef de gueules chargé de trois étoiles du champ. (d'oro, al leone d'azzurro tenente con le zampe anteriori una croce rovesciata di nero; al capo di rosso, caricato di tre stelle del campo) |
|        | Baigneaux D'azur à la clé d'or posée en barre, le panneton en chef ; au franc-quartier aussi d'or chargé d'un agneau de sable portant une croix du même avec une banderole d'argent chargée d'une larme de gueules. (d'azzurro, alla chiave d'oro posta in sbarra, col congegno nel capo; al quartier franco pure d'oro, caricato di un agnello di nero che porta una croce dello stesso con una banderuola d'argento caricata di una lagrima di rosso)                                                         |
|        | Baillou D'or aux deux fasces de gueules accompagnées de trois hures de sanglier de sable, allumées, défendues et arrachées aussi de gueules, rangées en pal. (d'oro, a due fasce di rosso, accompagnate da tre grugni di cinghiale di nero, illuminato, difesi e strappati pure di rosso, ordinati in palo) |
|        | Beauchêne D'argent au chêne au naturel englanté d'or et terrassé de sinople ; au franc-canton de gueules chargé d'une croisette pattée du champ. (d'argento, alla quercia al naturale ghiandifera d'oro e terrazzata di verde; al canton franco di rosso, caricato di una croce patente del campo) |
|        | Billy De gueules au fer de moulin d'or surmonté d'une billette couchée du même, accosté et soutenu de trois pommes de pin d'argent ; à la plaine aussi d'argent. (di rosso, al ferro da mulino d'oro sormontato da un plinto coricato dello stesso, accostato e sostenuto da tre pigne d'argento; alla pianura pure d'argento) |
|        | Binas De gueules au chevron d'argent accompagné en chef de deux étoiles du même et en pointe d'une merlette d'or, au chef cousu d'azur chargé d'une aigle issante aussi d'or. (di rosso, allo scaglione d'argento, accompagnato in capo da due stelle dello stesso e in punta da un merlotto d'oro; al capo cucito d'azzurro, caricato di un'aquila nascente pure d'oro) |
|        | Blois D'or à l'écusson d'azur chargé d'une fleur de lys du champ, supporté à dextre par un porc-épic de sable colleté, armé et allumé de gueules et à senestre par un loup aussi de sable armé et allumé aussi de gueules. (d'oro, allo scudetto d'azzurro caricato di un giglio del campo, sostenuto a destra da un porcospino di nero, collarinato, armato e illuminato di rosso, e a sinistra da un lupo pure di nero armato e illuminato pure di rosso) Motto : cominus et eminus (da vicino e da lontano). |
|        | Bonneveau D'or au lion d'azur ; chaussé de sinople chargé de deux fers d'angon du champ. (d'oro, al leone d'azzurro; calzato di verde caricato di due ferri d'angone del campo) |
|        | Bouffry D'argent au frêne arraché de sinople, chaperonné de gueules ; à la bordure du second, chargée de neuf étoiles d'or ordonnées 4, 2, 2, 1. (d'argento, al frassino sradicato di verde, incappato di rosso; alla bordura del secondo, caricata di nove stelle d'oro ordinate 4, 2, 2, 1) |
|        | Bourré D'argent maçonné de sable, au chef-retrait du même ; à la croix latine pattée de gueules remplie d'or, brochant sur le tout. (d'argento murato di nero, al capo ritirato dello stesso; alla croce latina patente di rosso, ripiena d'oro, attraversante sul tutto) |
|        | Boursay D'hermine aux trois carreaux de gueules ; au chef d'azur chargé de quatre losanges d'or. (d'armellino, a tre quadrati di rosso; al capo d'azzurro, caricato di quattro losanghe d'oro) |
|        | Bracieux De gueules au lion lépardé d'or. (di rosso, al leone illeopardito d'oro) |
|        | Brévainville D'azur mantelé d'or, aux trois pommes de pin de l'un en l'autre ; au chef du premier chargé de sept besants du second ordonnés 4 et 3. (d'azzurro, mantellato d'oro, a tre pigne dell'uno nell'altro; al capo del primo caricato di sette bisanti del secondo, ordinati 4 e 3) |
|        | Busloup Écartelé : au premier et au quatrième d'or à la tête de loup arrachée de sable, au deuxième et au troisième de sinople à la tête d'épervier arrachée du premier ; à la croix d'argent brochant sur l'écartelé. (inquartato: nel 1º e 4º d'oro, alla testa di lupo strappata di nero; nel 2º e 3º di verde, alla testa di sparviero strappata del primo; alla croce d'argento attraversante sulla partizione)                                                                                            |

## C
| Stemma | Nome del comune e blasonatura |
| ------ | --- |
|        | Cellé Tiercé en bande de sable, de vair et d'hermine. (interzato in banda di nero, di vaio e d'armellino) |
|        | Cellettes De sinople à la celle (ou cellule de moine) sommée d'une croisette d'or, adextrée d'un cep de vigne pampré du même et fruité de sable, le tout posé sur une terrasse aussi d'or chargée d'une burèle ondée du champ ; au chef aussi d'or chargé d'un castor au naturel, accosté de deux glands du champ. (di verde, alla cella monacale cimata da una crocetta d'oro, addestrata da un ceppo di vite pampinoso dello stesso e fruttato di nero, il tutto posato su una terrazza pure d'oro, caricata di una burella ondata del campo; al capo pure d'oro, caricato di un castoro al naturale, accostato da due ghiande del campo) |
|        | Chailles D'azur au rocher d'or accosté de deux peupliers d'argent et surmonté de deux glands, feuillés chacun de deux pièces aussi d'or, le rocher et les peupliers posés sur une terrasse également d'or, chargée d'une burèle ondée du champ ; au chef cousu de gueules chargé de trois fers de moulin d'argent. (d'azzurro, alla roccia d'oro, accostata da due pioppi d'argento e sormontata da due ghiande, ciascuna fogliata di due pezzi d'oro, la roccia e i pioppi posati su una terrazza sempre d'oro, caricata di una burella ondata del campo; al capo cucito di rosso, caricato di tre ferri da mulino d'argento) |
|        | Chambord D'azur aux trois fleurs de lys d'or accompagnées en cœur d'une salamandre couronnée aussi d'or vomissant des flammes de gueules, dans sa patience du même. (d'azzurro, a tre gigli d'oro, accompagnati in cuore da una salamandra coronata pure d'oro vomitante fiamme di rosso, sui carboni ardenti dello stesso) |
|        | La Chapelle-Enchérie D'azur à la molette d'éperon d'argent en pointe, chapé d'or aux deux quintefeuilles de gueules en chef. (d'azzurro, alla rotella di sperone d'argento in punta, mantellato d'oro a due cinquefoglie di rosso in capo) |
|        | La Chapelle-Vicomtesse D'azur à la chapelle d'argent sur une terrasse du même, surmontée d'une couronne de vicomte d'or. (d'azzurro, alla cappella d'argento, su una terrazza dello stesso, sormontata da una corona da visconte d'oro) |
|        | Châteauvieux D'azur à l'ombre de château d'argent, à la bordure engrêlée de gueules. (d'azzurro, all'ombra di un castello d'argento, alla bordura spinata di rosso) |
|        | Châtillon-sur-Cher D'argent chargé à dextre du chef et à senestre de la pointe d'une lettre capitale C de sable ; à senestre du chef d'une rivière alésée d'azur ombrée d'argent et chargée de deux poissons du champ affrontés en fasce ; à dextre de la pointe d'une grappe de raisin de pourpre pamprée de sinople. (d'argento, caricato a destra del capo e a sinistra della punta da una lettera maiuscola C di nero; a sinistra del capo da un fiume scorciato d'azzurro, ombreggiato d'argento, e caricato da due pesci del campo affrontati in fascia; a destra della punta da un grappolo d'uva di porpora pampinoso di verde) |
|        | Châtres-sur-Cher Coupé : au premier d'azur au chevron d'or, accompagné de trois demi-vols d'argent, celui de senestre contourné, au second de gueules au lion d'or surmonté de trois étoiles d'argent rangées en chef. (troncato: nel 1º d'azzurro allo scaglione d'oro, accompagnato da tre semivoli d'argento, quello di sinistra rivoltato; nel 2º di rosso, al leone d'oro sormontato da tre stelle d'argento ordinate in capo) |
|        | Chaumont-sur-Loire Palé d'or et de gueules ; au chef d'azur chargé d'une montagne isolée de gueules enflammée d'or et accostée de deux paires de C adossés et entrelacés aussi d'or. (palato d'oro e di rosso; al capo d'azzurro caricato da una montagna isolata di rosso, infiammata d'oro, e accostata da due paia di C addossate e intrecciate pure d'oro) |
|        | Chaumont-sur-Tharonne Taillé : au premier d'or à la tête et col de loup de sable mouvant de la partition, au second de gueules à la porte fortifiée d'argent flanquée de deux tours, le tout maçonné de sable ; au chef d'azur chargé de trois fleurs de lys d'or. (tagliato: nel 1º d'oro, alla testa e collo di lupo di nero movente dalla partizione; nel 2º di rosso, alla porta fortificata d'argento fiancheggiata da due torri, il tutto murato di nero; al capo d'azzurro, caricato di tre gigli d'oro) |
|        | Chauvigny-du-Perche De gueules au chef cousu de sinople chargé à dextre d'une gerbe d'or et à senestre de quatre abeilles volant, ordonnées 1,2,1, le tout d'or ; à l'église de trois nefs d'argent, au portail ouvert du champ, brochant sur toute la hauteur de l'écu. (di rosso, al capo cucito di verde, caricato a destra da un covone d'oro e a sinistra da quattro api volanti, ordinate 1, 2, 1, il tutto d'oro; alla chiesa di tre navate d'argento, col portone coperto del campo, attraversante su tutta l'altezza dello scudo) |
|        | Chémery Écartelé : au premier d'azur au château couvert en croupe et flanqué à senestre d'une échauguette d'argent, ouvert et ajouré de sable, au deuxième de gueules à la torche enflammée d'or, au troisième de gueules au baril couché d'or cerclé de sable, au quatrième d'azur au poisson d'argent. (inquartato: nel 1º d'azzurro, al castello coperto a falde e fiancheggiato a sinistra da una torretta d'osservazione d'argento, aperto e finestrato di nero; nel 2º di rosso, alla torcia infiammata d'oro; nel 3º di rosso, al barile coricato d'oro cerchiato di nero; nel 4º d'azzurro, al pesce d'argento) |
|        | Cheverny Écartelé d'azur et de sable, à l'écusson d'or chargé d'une croix d'azur cantonnée de quatre soleils non figurés de gueules, brochant en cœur et soutenu d'un massacre de cerf d'argent également brochant sur la partition. (inquartato d'azzurro e di nero; allo scudetto d'oro, caricato da una croce d'azzurro accantonata da quattro ombre di sole di rosso, attraversante in cuore e sostenuto da un massacro di cervo d'argento pure attraversante sulla partizione) |
|        | Choue De sinople à la chouette d'argent, chapé d'hermine papelonné de gueules. (di verde, alla civetta d'argento, mantellato d'armellino squamato di rosso) |
|        | Contres D'azur à la cotice d'argent accompagnée en chef d'une grappe de raisin d'or, tigée et feuillé de sinople, et en pointe d'une botte d'asperges d'argent liée de sable. (d'azzurro, alla cotissa d'argento, accompagnata in capo da un grappolo d'uva d'oro, fustato e fogliato di verde, e in punta da un mazzo d'asparagi d'argento legato di nero) |
|        | Cormenon D'argent aux trois fers de moulin de gueules, à la bordure de sable chargée de huit abeilles volantes d'or. (d'argento, a tre ferri da mulino di rosso, alla bordura di nero caricata di otto api volanti d'oro) |
|        | Cormeray D'argent au chef échancré d'une pièce de sable ; au cep de vigne du même mouvant de la pointe, pampré de cinq pièces de sinople , 2 et 3, et fruité de deux grappes aussi de sable, celle de dextre plus grosse ; à l'arc bandé couché de sable brochant sur le cep ; à l'épi ajusté tigé et feuillé de quatre pièces d'or, accosté de deux rinceaux arrondis de cormier de sinople dans l'échancrure du chef ; à la filière de sable. (d'argento, al capo spinato allargato di un pezzo di nero; al ceppo di vite dello stesso, movente dalla punta, pampinoso di cinque pezzi di verde, 2 e 3, e fruttato di due grappoli pure di nero, quello di destra più grande; all'arco teso coricato di nero attraversante sul ceppo; alla spiga fustata e fogliata di quattro pezzi d'oro, accostata, nell'incavatura del capo, da due fronde curvate di sorbo; alla filiera di nero) |
|        | Couffy D'azur au taureau d'or allumé, accorné et onglé de gueules, à la langue fourchue de même, senestré en chef d'un briquet aussi d'or pierré aussi de gueules. (d'azzurro, al toro d'oro, illuminato, cornato e unghiato di rosso, con la lingua biforcuta dello stesso, sinistrato in capo da un acciarino d'oro con la pietra pure di rosso) |
|        | Coulanges D'argent au bâton de sable accompagné en chef d'un griffon de gueules et en pointe de deux croissants d'azur. (d'argento, al bastone di nero, accompagnato in capo da un grifone di rosso e in punta da due crescenti d'azzurro) |
|        | Coulommiers-la-Tour D'azur au château d'argent maçonné de sable, ouvert et ajouré du champ. (d'azzurro, al castello d'argento murato di nero, aperto e finestrato del campo) |
|        | Cour-sur-Loire burelé d'argent et de gueules, au lion de sable armé, lampassé et couronné d'or brochant sur le tout ; à la filière d'azur. (burellato d'argento e di rosso, al leone di nero, armato, lampassato e coronato d'oro attraversante sul tutto; alla filiera d'azzurro) |
|        | Couture-sur-Loir D'azur aux trois rosses (poissons) d'argent l'une sur l'autre. (d'azzurro, a tre scardole d'argento poste l'una sull'altra) |
|        | Crucheray Burelé d'argent et de gueules, au lion de sable armé, lampassé et couronné d'or brochant sur le tout. (burellato d'argento e di roso, al leone di nero, armato, lampassato e coronato d'oro attraversante sul tutto) |

## D-G
| Stemma | Nome del comune e blasonatura |
| ------ | --- |
|        | Danzé D'argent aux deux chevrons jumelés d'azur rompus, le premier à dextre et le second à senestre, accompagnés de trois merlettes de sable ; au chef aussi de sable bordé de gueules et chargé de trois besants d'or. (d'argento, a due scaglioni gemelli d'azzurro mancanti, il primo a destra e il secondo a sinistra, accompagnati da tre merlotti di nero; al capo pure di nero bordato di rosso e caricato di tre bisanti d'oro) |
|        | Droué D'or chapé d'azur chargé en chef de deux étoiles du champ. (d'oro, mantellato d'azzurro caricato in capo da due stelle del campo) |
|        | Épiais D'or à la divise ondée d'azur en chef; au chef ondé de sinople chargé dans le canton dextre d'un besant d'argent surchargé d'une moucheture d'hermine. (d'oro, alla divisa ondata d'azzurro in capo; al capo ondato di verde, caricato nel canton destro di un bisante d'argento sovraccaricato di una moscatura d'armellino) |
|        | Épuisay Fascé d'or et de vair, au renard passant de gueules brochant. (fasciato d'oro e di vaio, alla volpe passante di rosso attraversante) |
|        | Les Essarts D'argent au lion de gueules, au chef d'azur chargé de trois canettes d'or. (d'argento, al leone di rosso; al capo d'azzurro caricato di tre anatre d'oro) |
|        | Faverolles-sur-Cher D'azur à la tige de trois gousses de fèves accostée en chef de deux étoiles et soutenue d'un croissant le tout d'or. (d'azzurro, allo stelo con tre baccelli di fave, accostato in capo da due stelle a sostenuto da un crescente, il tutto d'oro) |
|        | Faye D'or au hêtre arraché de sinople, au chef de gueules chargé de trois coquilles du champ. (d'oro, al faggio sradicato di verde; al capo di rosso, caricato di tre conchiglie del campo) |
|        | La Ferté-Imbault De gueules à Saint Taurin évêque d'argent, tenant de sa senestre une crosse épiscopale du même et bénissant de sa dextre. (di rosso, al San Taurino vescovo d'argento, tenente con la sinistra un pastorale episcopale dello stesso e benedicente con la destra) |
|        | Fontaine-les-Coteaux D'or aux trois quintefeuilles de sinople, accompagnées en abîme d'un écusson du même chargé d'un arbre arraché du champ, au chef-retrait de gueules chargé d'une burèle ondée d'argent. (d'oro, a tre cinquefoglie di verde, accompagnate in cuore da uno scudetto dello stesso, caricato di un albero sradicato del campo; al capo ritirato di rosso, caricato da una burella ondata d'argento) |
|        | Fontaine-Raoul D'or aux deux coupeaux de sinople mouvant de la pointe et des flancs de l'écu, celui de dextre sommé d'une église d'argent essorée et ajourée de sable, celui de senestre sommé de quatre arbres au naturel; au tourteau de gueules naissant entre les deux coupeaux. (d'oro, a due monti di verde moventi dalla punta e dei fianchi dello scudo, quello di destra cimato da una chiesa d'argento coperta e finestrata di nero, quello di sinistra cimato da quattro alberi al naturale; alla torta di rosso nascente tra i due monti) |
|        | La Fontenelle Tranché d'argent et de gueules, à la fontaine d'or jaillissante de six jets d'azur, 3 à dextre et 3 à senestre, l'un sur l'autre , brochant sur le tout. (trinciato d'argento e di rosso, alla fontana d'oro zampillante di sei getti d'azzurro, 3 a destra e 3 a sinistra, l'uno sull'altro, attraversante sul tutto) |
|        | Fortan D'azur aux deux crosses d'or adossées, accostées de deux fleurs de lys du même, à l'écusson aussi d'or chargé de trois épis tigés et feuillés d'azur, brochant sur les crosses. (d'azzurro, a due pastorali d'oro addossati, accostati da due gigli dello stesso, allo scudetto pure d'oro caricato di tre spighe fustate e fogliate d'azzurro, attraversanti sui pastorali) |
|        | Fréteval D'argent aux deux fasces de gueules accompagnées de six merlettes du même en orle. (d'argento, a due fasce di rosso accompagnate da sei merlotti dello stesso ordinati in orlo) |
|        | Le Gault-Perche D'argent aux cinq losanges de gueules rangées en chevron; au chef de sinople. (d'argento, a cinque losanghe di rosso ordinate in scaglione; al capo di verde) |
|        | Gièvres De pourpre semé de colonnes antiques d'or, aux deux barres d'argent ; à l'écusson, brochant en chef à dextre sur le tout, d'argent au chef de sable, à la croix latine pattée de gueules, brochante. (di porpora seminato di colonne antiche d'oro, a due sbarre d'argento; allo scudetto, attraversante in capo a destra sul tutto, d'argento al capo di nero, alla croce latina patente di rosso, attraversante) |
|        | Gombergean D'argent à la croix de gueules cantonnée en chef à dextre d'une larme du même. (d'argento, alla croce di rosso accantonata in capo a destra da una lagrima dello stesso) |

## H-L
| Stemma | Nome del comune e blasonatura |
| ------ | --- |
|        | Les Hayes Fascé contre-fascé d'argent et de sinople, à la bande fuselée de gueules brochant sur le tout. (fasciato e controfasciato d'argento e di verde, alla banda fusata di rosso attraversante sul tutto) |
|        | Herbault D'azur à la fasce d'or chargée d'un lion issant de gueules, accompagnée de trois grenades tigées et feuillées d'or, ouvertes de gueules. (d'azzurro, alla fascia d'oro caricata di un leone nascente di rosso, accompagnata da tre mele granate fustate e fogliate d'oro, aperte di rosso) |
|        | Houssay D'or à la plante de houx arrachée, feuillée de trois pièces de sinople et fruitée de gueules, au chef du même chargé de trois coquilles d'argent. (d'oro, alla pianta sradicata di agrifoglio, fogliata di tre pezzi di verde e fruttata di rosso; al capo dello stesso, caricato di tre conchiglie d'argento) |
|        | Huisseau-en-Beauce De gueules à la tour d'or maçonnée de sable posée sur un rocher de sept coupeaux, 3 et 4, mouvant de la pointe et accostée de deux molettes d'éperon, le tout aussi d'or, au chef d'argent chargé de deux fasces de gueules et d'une aiglette de sable brochant. (di rosso, alla torre d'oro murata di nero posata su una roccia di sette cime, 3 e 4, movente dalla punta e accostata da due rotelle di sperone, il tutto pure d'oro; al capo d'argento caricato di due fasce di rosso e di un aquilotto di nero attraversante) |
|        | Huisseau-sur-Cosson De sinople à la cotice d'argent, aux trois barres d'or brochant, à la tête de cerf arrachée de gueules allumée d'or, brochant sur le tout. (di verde, alla cotissa d'argento, a tre sbarre d'oro attraversanti, alla testa di cervo strappata di rosso illuminata d'oro, attraversante sul tutto) |
|        | Josnes Fascé contre-fascé d'azur et d'argent au château de gueules ouvert et ajouré du champ brochant, au chef d'or chargé d'une aigle issante d'azur. (fasciato e controfasciato d'azzurro e d'argento, al castello di rosso aperto e finestrato del campo attraversante; al capo d'oro, caricato di un'aquila nascente d'azzurro) |
|        | Lamotte-Beuvron Écartelé : au premier d'azur au mont d'or sommé d'une tour d'argent, ouverte, ajourée et maçonnée de sable, le tout posé sur une terrasse aussi d'or chargée d'une burèle ondée du champ, au deuxième d'or au dauphin d'azur surmonté d'un lambel de gueules, au troisième contre-écartelé : au I et au IV d'argent à la bande d'azur, au II et au III de gueules au lion d'argent, au quatrième d'azur aux sept abeilles volant d'or ordonnées 1, 2, 1, 2 et 1. (inquartato: nel 1º d'azzurro, al monte d'oro cimato da una torre d'argento, aperta, finestrata e murata di nero, il tutto posato su una terrazza pure d'oro caricata da una burella ondata del campo; nel 2º d'oro, al delfino d'azzurro sormontato da un lambello di rosso; nel 3º controinquartato: in I e IV d'argento, alla banda d'azzurro; in II e III di rosso, al leone d'argento; nel 4º d'azzurro, a sette api volanti d'oro ordinate 1, 2, 1, 2 e 1) |
|        | Lancé Tranché d'hermine et d'azur, à la bande d'or chargée de trois fers de lance de sable dans le sens de la bande, brochant sur la partition. (trinciato d'armellino e d'azzurro, alla banda d'oro caricata di tre ferri di lancia di nero posti nel senso della banda, attraversante sulla partizione) |
|        | Lassay-sur-Croisne D'azur à la fasce ondée abaissée d'argent, à la tour d'or ouverte et ajourée de sable à dextre et la chapelle aussi d'or à senestre mouvant toutes deux de la fasce, accompagnées en chef de trois quintefeuilles d'argent et au point d'honneur d'une quatrième du même, et en pointe d'une demi-ramure d'or. (d'azzurro, alla fascia ondata abbassata d'argento, alla torre d'oro aperta e finestrata di nero a destra e alla cappella pure d'oro a sinistra moventi entrambe dalla fascia, accompagnate in capo da tre cinquefoglie d'argento e nel punto d'onore da una quarta dello stesso, e in punta da un ramo di cervo d'oro) |
|        | Lavardin De gueules aux trois fleurs de lys d'or. (di rosso, a tre gigli d'oro) |
|        | Lignières D'or à l'annelet de gueules en pointe surmonté d'une étoile de six rais d'azur, au mantel aussi de gueules chargé de cinq annelets du champ ordonnés en orle. (d'oro, all'anelletto di rosso in punta sormontato da una stella di sei raggi d'azzurro, alla cappa pure di rosso caricata di cinque anelletti del campo ordinati in orlo) |
|        | Lisle D'or à la croix de gueules cantonnée en chef à dextre de la lettre L capitale du même. (d'oro, alla croce di rosso, accantonata in capo a destra dalla lettera L maiuscola dello stesso) |
|        | Lorges D'azur au chevron d'or chargé de trois annelets de gueules et accompagné de trois fleurs de lys aussi d'or. (d'azzurro, allo scaglione d'oro caricato di tre anelletti di rosso e accompagnato da tre gigli pure d'oro) |
|        | Lunay De sinople au lunel d'or et à la champagne du même. (di verde, al lunello d'oro e la campagna dello stesso) |

## M-N
| Stemma | Nome del comune e blasonatura |
| ------ | --- |
|        | Marchenoir Écartelé : au premier et au quatrième d'azur aux trois fleurs de lys d'or, surmontées d'un lambel d'argent, brisé d'un filet en bande du même brochant sur le tout, au deuxième et au troisième d'azur à la bande d'argent. (inquartato: nel 1º e 4º d'azzurro, a tre gigli d'oro, sormontati da un lambello d'argento, brisato da un filetto in banda dello stesso attraversante sul tutto; nel 2º e 3º d'azzurro, alla banda d'argento) |
|        | Marcilly-en-Beauce De gueules au chevron d'or chargé d'une molette d'éperon d'azur, accompagné en chef de deux quintefeuilles d'argent et en pointe d'une merlette aussi d'or. (di rosso, allo scaglione d'oro, caricato da una rotella di sperone d'azzurro, accompagnato in capo da due cinquefoglie d'argento e in punta da un merlotto pure d'oro) |
|        | Mareuil-sur-Cher De sinople à l'orle d'argent rempli de pourpre, au chef-retrait aussi d'argent chargé d'une aigle issante de sable. (di verde, all'orlo d'argento ripieno di porpora; al capo ritirato pure d'argento, caricato di un'aquila nascente di nero) |
|        | Mazangé D'azur à l'épervier d'or chaperonné, longé et perché du même, accosté en chef de deux fers de moulin d'argent. (d'azzurro, allo sparviero d'oro incappucciato, guinzagliato e posato dello stesso, accostato in capo da due ferri da mulino d'argento) |
|        | Mennetou-sur-Cher D'argent à la fasce d'azur chargée d'un rempart en ruines d'or, maçonné de sable. (d'argento, alla fascia d'azzurro caricata da un bastione in rovina d'oro, murato di nero) |
|        | Mer D'azur aux trois tours d'argent maçonnées de sable. (d'azzurro, a tre torri d'argento, murate di nero) |
|        | Mesland Parti d'azur et d'or, à la fontaine pentagonale jaillissante de six jets, trois à dextre et trois à senestre l'un sur l'autre, d'argent sur l'azur et de sinople sur l'or. (partito d'azzurro e d'oro, alla fontana pentagonale zampillante di sei getti, tre a destra e tre a sinistra l'uno sull'altro, d'argento sull'azzurro e di verde sull'oro) |
|        | Meslay Taillé : au premier d'or au château de gueules ouvert et ajouré du champ, accosté de deux peupliers de sinople fûtés de sable, le tout posé sur une terrasse d'azur chargée d'une étoile d'argent, au second de sinople aux quatre merlettes d'argent posées à plomb et rangées en barre; au bâton en barre d'argent chargé de deux fasces de gueules, brochant sur la partition. (tagliato: nel 1º d'oro al castello di rosso aperto e finestrato del campo, accostato da due pioppi di verde fustati di nero, il tutto posato su una terrazza d'azzurro caricata di una stella d'argento; nel 2º di verde, a quattro merlotti d'argento posti a piombo e ordinati in sbarra; al bastone in sbarra d'argento, caricato di due fasce di rosso, attraversante sulla partizione) |
|        | Moisy D'azur à la fasce d'argent accompagnée en chef de deux molettes du même et en pointe d'un maillet d'or. (d'azzurro, alla fascia d'argento, accompagnata in capo da due rotelle di sperone dello stesso e in punta da una mazzetta d'oro) |
|        | Mondoubleau De gueules au monde cintré et croisé d'argent. (di rosso, al mondo cinto e crocettato d'argento) |
|        | Mont-près-Chambord D'or à la cotice en barre de gueules, accompagnée en chef d'un rencontre de cerf de sable, surmonté d'un arbre fûté de sable et feuillé de sinople, et en pointe d'une grappe de raisin de sable pamprée de sinople. (d'oro, alla cotissa in sbarra di rosso, accompagnata in capo da un riscontro di cervo di nero, sormontato da un albero fustato di nero e fogliato di verde, e in punta da un grappolo d'uva di nero pampinoso di verde) |
|        | Les Montils De gueules à la tour d'or maçonnée de sable et à la bordure de vair. (di rosso, alla torre d'oro murata di nero; alla bordura di vaio) |
|        | Montoire-sur-le-Loir D'argent au lambel de six pendants de sable posé en chef. (d'argento, al lambello di sei pendenti di nero, posto in capo) |
|        | Montrichard D'azur aux trois fleurs de lys d'or, au bâton péri en barre de gueules, au franc-quartier senestre du même. (d'azzurro, a tre gigli d'oro, al bastone scorciato in sbarra di rosso; al quartier franco sinistro dello stesso) |
|        | Montrouveau D'or au mont de trois coupeaux de sable sommés chacun d'un chêne au naturel, celui du milieu plus haut et brochant sur les deux autres; au comble d'azur chargé de trois étoiles du champ. (d'oro, al monte di tre cime di nero, ciascuna cimata da una quercia al naturale, quella centrale più alta e attraversante sulle altre due; al colmo d'azzurro caricato di tre stelle del campo) |
|        | Morée D'argent aux trois fasces d'azur. (d'argento, a tre fasce d'azzurro) |
|        | Naveil D'argent au pont de gueules maçonné de sable, posé sur une rivière d'azur chargée de deux burèles ondées du champ et surmonté d'un tourteau aussi d'azur. (d'argento, al ponte di rosso, murato di nero, posato su un fiume d'azzurro caricato di due burelle ondate del campo e sormontato da una torta pure d'azzurro) |
|        | Neung-sur-Beuvron D'argent au chevron d'azur accompagné de trois têtes d'aigle de sable, becquées, lampassées et arrachées de gueules. (d'argento, allo scaglione d'azzurro, accompagnato da tre teste d'aquila di nero, rostrate, lampassate e strappate di rosso) |
|        | Nouan-le-Fuzelier Fuselé en bande de gueules et d'argent, à la bande d'azur brochant, chargée de trois têtes de perdreau arrachées d'or, allumées de sable et becquées de gueules, posées à plomb. (fusato in banda di rosso e d'argento, alla banda d'azzurro attraversante, cariata di tre teste di pernice strappate d'oro, illuminate di nero e imbeccate di rosso, poste a piombo) |
|        | Nourray D'azur au sautoir d'argent, cantonné en chef d'un croissant et flanqué de deux étoiles, le tout d'or, au noyer arraché du même brochant sur le tout. (d'azzurro, al decusse d'argento, accantonato in capo da un crescente e ai fianchi da due stelle, il tutto d'oro, al noce sradicato dello stesso attraversante sul tutto) |
|        | Noyers-sur-Cher De gueules au poisson d'argent en barre et à la grappe de raisin feuillée d'une pièce d'or brochant en bande, flanqués de deux champignons aussi d'argent. (di rosso, al pesce d'argento posto in sbarra e al grappolo d'uva fogliato di un pezzo d'oro attraversante in banda, fiancheggiato da due funghi pure d'argento) |

## O-P
| Stemma | Nome del comune e blasonatura |
| ------ | --- |
|        | Oigny De sinople aux trois fasces d'argent. (di verde, a tre fasce d'argento) |
|        | Onzain D'azur a la fasce haussée d'or, accompagnée en pointe d'une roue de six rayons du même. (d'azzurro, alla fascia alzata d'oro, accompagnata in punta da una ruota di sei raggi dello stesso) |
|        | Ouchamps D'or à la tour de gueules ouverte et ajourée du champ posée sur une terrasse de sinople chargée d'une burèle d'argent ; chaperonné de sinople chargé de deux pointes de flèche d'argent. (d'oro, alla torre di rosso aperta e finestrata del campo, posata su una terrazza di verde caricata di una burella d'argento; incappato di verde caricato di due punte di freccia d'argento) |
|        | Oucques D'azur au chevron haussé, accompagné en chef à dextre de trois abeilles posées en bande et ordonnées en orle, à senestre d'une étoile versée et en pointe d'une gerbe liée de gueules posée sur une terrasse, le tout d'or. (d'azzurro, allo scaglione alzato, accompagnato in capo a destra da tre api poste in banda e ordinate in orlo, a sinistra da una stella rovesciata e in punta da un covone legato di rosso posato su una terrazza, il tutto d'oro)                                                         |
|        | Ouzouer-le-Doyen D'hermine aux trois fermaux de gueules, au chef d'azur chargé d'une tête de crosse d'or accostée de deux étoiles du même. (d'armellino, a tre fibbie di rosso; al capo d'azzurro caricato di una testa di pastorale d'oro accostata da due stelle dello stesso) |
|        | Ouzouer-le-Marché De gueules aux cinq chevrons d'or. (di rosso, a cinque scaglioni d'oro) |
|        | Périgny D'argent à l'arbre arraché de sinople, accosté de deux croisettes de gueules. (d'argento, all'albero sradicato di verde, accostato da due crocette di rosso) |
|        | Pezou De gueules aux deux coquilles en chef et à la tête de léopard issant de fleurs de lys en pointe, le tout d'or ; au chef bastillé de deux pièces et deux demies cousu d'azur, chargé d'une clé d'or posée en fasce, le panneton en bas à dextre. (di rosso, a due conchiglie in capo e alla testa di leopardo uscente da gigli in punta, il tutto d'oro; al capo merlato di due pezzi e due mezzi cucito d'azzurro, caricato di una chiave d'oro posta in fascia, col congegno in basso a destra)                         |
|        | Le Plessis-Dorin D'azur aux trois canettes d'or accompagnées en abîme d'un besant du même; au chef d'argent chargé de trois quintefeuilles de gueules. (d'azzurro, a tre anatre d'oro, accompagnate in cuore da un bisante dello stesso; al capo d'argento, caricato di tre cinquefoglie di rosso) |
|        | Le Poislay Burelé d'or et d'azur au lion de gueules brochant, au chef du même chargé de trois mâcles d'or. (burellato d'oro e d'azzurro, al leone di rosso attraversante; al capo dello stesso caricato di tre losanghe forate d'oro) |
|        | Pontlevoy D'azur aux deux crosses adossées d'or accostées de deux étoiles du même. (d'azzurro, a due pastorali addossati d'oro, accostati da due stelle dello stesso) |
|        | Pray D'azur au lion d'argent, à la bordure componée d'argent et de gueules. (d'azzurro, al leone d'argento; alla bordura composta d'argento e di rosso) |
|        | Prénouvellon D'argent aux deux fasces de gueules accompagnées de six merlettes de sable ordonnées en orle, 3, 2 et 1 ; à la branche d'aubépine, fleurie d'une pièce du champ, tigée et feuillée de deux pièces de sinople, fruitée de deux cenelles ou poires d'oiseau aussi de gueules. (d'argento, a due fasce di rosso accompagnate da sei merlotti di nero ordinati in orlo 3, 2, 1; al ramo di biancospino, fiorito di un pezzo del campo, fustato e fogliato di due pezzi di verde, fruttato di due pezzi pure di rosso) |
|        | Prunay-Cassereau D'argent au créquier de sinople fruité de pourpre, au franc-canton du même chargé d'une croix du champ, à la champagne d'azur chargée d'une rosse (poisson) d'argent. (d'argento, al vepre di verde fruttato di porpora; al canton franco dello stesso, caricato di una croce del campo; alla campagna d'azzurro caricata di una scardola d'argento) |
|        | Pruniers-en-Sologne D'argent à la traverse de sinople accompagnée en chef d'un créquier du même fruité de sept tourteaux de gueules et en pointe d'un lion du même couronné d'or. (d'argento, alla traversa di verde accompagnata in capo da un vepre dello stesso fruttato di sette torte di rosso e in punta da un leone dello stesso coronato d'oro) |

## Q-R
| Stemma | Nome del comune e blasonatura |
| ------ | --- |
|        | Rahart De gueules aux quatre pals de sable et au lion d'or brochant. (di rosso, a quattro pali di nero, al leone d'oro attraversante) |
|        | Renay D'or au chevron de sinople accompagné en chef de deux têtes arrachées de lion de sable couronnées de gueules et en pointe d'une vache passante aussi de sable. (d'oro, allo scaglione di verde, accompagnato in capo da due teste strappate di leone di nero, coronate di rosso, e in punta da una vacca passante pure di nero)                                         |
|        | Rhodon D'azur à la fasce d'or accompagnée en chef de deux roses d'argent et en pointe d'un fermail aussi d'or. (d'azzurro, alla fascia d'oro, accompagnata in capo da due rose d'argento e in punta da una fibbia pure d'oro) |
|        | Rocé Mi-parti d'or et d'azur, coupé d'argent aux trois merlettes de sable. (semipartito troncato d'oro, d'azzurro e d'argento a tre merlotti di nero) |
|        | Les Roches-l'Évêque De pourpre à la croix d'argent cantonnée en chef à dextre d'un roc d'échiquier du même. (di porpora, alla croce d'argento, accantonata a destra nel capo da uno rocco di scacchiere dello stesso) |
|        | Romilly D'argent au mont de trois coupeaux de gueules sommé d'une branche de ronce de sinople fruitée aussi de gueules, accostée en chef de deux annelets du même. (d'argento, al monte di tre cime di rosso cimato da un ramo di pruno di verde, fruttao pure di rosso, accostato in capo da due anelletti dello stesso)                                                     |
|        | Romorantin-Lanthenay Écartelé : au premier et au quatrième d'azur à la salamandre couronnée d'or sur un brasier de gueules, au deuxième et au troisième de sable aux deux clefs d'argent passées en sautoir. (inquartato: nel 1º e 4º d'azzurro, alla salamandra coronata d'oro sui carboni ardenti di rosso; nel 2º e 3º di nero, a due chiavi d'argento passate in decusse) |
|        | Rougeou D'argent à la plante de houx de gueules sur une terrasse de sinople. (d'argento, alla pianta di agrifoglio di rosso, su una terrazza di verde) |
|        | Ruan-sur-Egvonne De gueules au chevron haussé d'argent chargé de trois étoiles d'azur et accompagné de trois abeilles aussi d'argent. (di rosso, allo scaglione alzato d'argento, caricato di tre stelle d'azzurro e accompagnato da tre api pure d'argento) |

## S
| Stemma | Nome del comune e blasonatura |
| ------ | --- |
|        | Saint-Agil D'argent au château couvert de gueules, maçonné et girouetté de sable, ouvert et ajouré du champ, à la bordure de sable chargée de six besants du champ. (d'argento, al castello coperto di rosso, murato e banderuolato di nero, aperto e finestrato del campo; alla bordura di nero caricata di sei bisanti del campo) |
|        | Saint-Aignan Écartelé : au premier et au quatrième de gueules à la bande d'argent, au deuxième de gueules aux deux burèles, l'une en chef, l'autre en pointe, au bâton haussé brochant arrêté à la burèle de pointe, au troisième de gueules aux deux burèles, l'une en chef, l'autre en pointe, au bâton abaissé brochant arrêté à la burèle du chef; sur le tout écartelé : au I et IV d'azur aux trois fleurs de lys d'or, au II et III de gueules aux chaînes d'or posées en orle, en croix et en sautoir, chargées en coeur d'une émeraude au naturel. (inquartato: nel 1º e 4º di rosso, alla banda d'argento; nel 2º di rosso, a due burelle, l'una in capo, l'altra in punta, al bastone alzato attraversante e arrestato alla burella in punta; nel 3º di rosso, a due burelle, l'una in capo, l'altra in punta, al bastone abbassato attraversante e arrestato alla burella in capo; sul tutto inquartato: in I e IV d'azzurro, a tre gigli d'oro; in II e III di rosso, alle catene d'oro poste in orlo, in croce e in decusse, caricate in cuore da uno smeraldo al naturale) |
|        | Saint-Amand-Longpré Foliolé d'or et de gueules. (fogliato d'oro e di rosso) |
|        | Saint-Arnoult De gueules à la roue de huit rayons d'or, au chef voûté du même, chargé d'une vergette de sable accostée de deux écots de sinople, celui de dextre contourné en barre, et celui de senestre tourné en bande. (di rosso, alla ruota di otto raggi d'oro; al capo curvato dello stesso, caricato di una verghetta di nero accostata da due bastoni noderosi di verde, quello di destra posto in sbarra e quello di sinistra rivoltato in banda) |
|        | Saint-Avit D'azur au lion d'or accosté de deux losanges du même, au chef de sable chargé de trois pals d'or. (d'azzurro, al leone d'oro accostato da due losanghe dello stesso; al capo di nero caricato di tre pali d'oro) |
|        | Saint-Claude-de-Diray Écartelé : au premier d'or à la grappe de raisin pamprée de gueules, au deuxième d'azur à la botte d'asperges d'or, au troisième d'azur à la trompette d'or en bande, l'embouchure en bas, au quatrième d'or aux deux glands feuillés chacun d'une pièce de gueules et passés en sautoir. (inquartato: nel 1º d'oro, al grappolo d'uva pampinoso di rosso; nel 2º d'azzurro, al mazzo di asparagi d'oro; nel 3º d'azzurro, alla tromba d'oro in banda, con l'imboccatura in basso; nel 4º d'oro, a due ghiande fogliate ciascuna d'un pezzo di rosso e passate in decusse) |
|        | Saint-Dyé-sur-Loire D'or au dragon de sinople foudroyé par un éclair de gueules mouvant de l'angle dextre du chef, à la filière d'azur. (d'oro, al drago di verde, fulminato da un lampo di rosso movente dall'angolo destro del capo; alla filiera d'azzurro) |
|        | Saint-Firmin-des-Prés Parti d'or et de sinople aux pommes de pin en chef et un pin posé sur une terrasse en pointe, de l'un en l'autre; au chevron d'argent chargé de deux fasces de gueules, brochant sur le tout. (partito d'oro e di verde, alle pigne in capo e un pino posato su una terrazza in punta, dell'uno nell'altro; allo scaglione d'argento caricato di due fasce di rosso, attraversante sul tutto) |
|        | Saint-Georges-sur-Cher D'argent à l'épée abaissée de gueules en chef soutenue d'un dragon contourné de sinople mouvant de la pointe; mantelé de gueules, au chef-retrait ondé du champ. (d'argento, alla spada abbassata di rosso in capo, sostenuta da un drago rivoltato di verde movente dalla punta; incappato di rosso, al capo ritirato ondato del campo) |
|        | Saint-Gervais-la-Forêt De gueules à la branche d'aubépine de sinople fleurie de trois pièces mal ordonnées d'argent, au chef cousu d'azur chargé d'une serpe d'or et voûté en berceau d'une pièce et deux demies d'or, maçonnées de sable. (di rosso, al ramo di biancospino di verde, fiorito di tre pezzi male ordinati d'argento; al ,capo cucito d'azzurro, caricato di un falcetto d'oro e di una volta a tutto sesto e due mezze volte d'oro, murate di nero) |
|        | Saint-Gourgon D'argent aux deux lions passants de sable l'un sur l'autre, au chef de gueules chargé d'une croisette pattée d'argent. (d'argento, a due leoni passanti di nero l'uno sull'altro; al capo di rosso caricato di una crocetta patente d'argento) |
|        | Saint-Hilaire-la-Gravelle Écartelé : au premier d'argent à la mitre de pourpre croisée du champ, soutenue d'une tête de crosse d'évêque aussi de pourpre; au deuxième d'azur à la grappe de raisin et à la gerbe de blé, le tout d'or, rangées en bande, au troisième d'azur à la truite courbée contournée en pal et au rencontre de cerf, le tout d'argent, également rangés en bande, au quatrième d'argent au dolmen de sable ; sur le tout: mi-taillé : au I d'argent au chef de gueules et au lion d'azur armé, lampassé et couronné d'or brochant, au II de gueules aux trois croissants d'argent, à la barre de sable, chargée de trois coquilles d'or dans le sens de la barre, brochant sur la ligne de partition. (inquartato: nel 1º d'argento, alla mitra di porpora crociata del campo, sostenuta da una testa di pastorale vescovile pure di porpora; nel 2º d'azzurro, al grappolo d'uva e al covone di grano, il tutto d'oro, ordinati in banda; nel 3º d'azzurro, alla trota incurvata rivoltata in palo e al riscontro di cervo, il tutto d'argento, pure ordinati in banda; nel 4º d'argento, al dolmen di nero; sul tutto semitagliato: in I d'argento al capo di rosso e al leone d'azzurro armato, lampassato e coronato d'oro attraversante; in II di rosso, a tre crescenti d'argento, alla sbarra di nero, caricata di tre conchiglie d'oro poste nel senso della sbarra, attraversante sulla linea di partizione) |
|        | Saint-Jacques-des-Guérets De sinople à la coquille d'or, au chef cousu de gueules chargé d'une tour couverte d'argent accostée de deux étoiles du même. (di verde, alla conchiglia d'oro; al capo cucito di rosso, caricato di una torre coperta d'argento, accostata da due stelle dello stesso) |
|        | Saint-Jean-Froidmentel De gueules à la croix d'or; au mantel du même chargé d'une aigle de sable, aux deux felles de sable appointées en chevron, brochant sur la partition , et à la boule de gueules, brochant sur le tout, à la pointe du mantel. (di rosso, alla croce d'oro; al mantello dello stesso, caricato di un'aquila di nero, a due felles (sembrano due bacchette appuntite in basso) appuntate in scaglione, attraversanti sulla partizione, e a una piccola torta di rosso, attraversante sul tutto, alla punta del mantello) |
|        | Saint-Laurent-Nouan Parti : au premier d'azur au grêlier d'or, au second de gueules au fer de moulin d'argent ; au chef-retrait d'argent. (partito: nel 1º d'azzurro al corno d'oro; nel 2º di rosso, al ferro da mulino d'argento; al capo ritirato d'argento) |
|        | Saint-Léonard-en-Beauce Parti : au premier d'azur aux trois fleurs de lys d'or, au lambel d'argent, au filet en bande du même brochant sur le tout, au second de gueules à la demi-croix d'argent mouvant de la partition. (partito: nel 1º d'azzurro, a tre gigli d'oro, al lambello d'argento, al filetto in banda dello stesso attraversante sul tutto; nel 2º di rosso, alla mezza croce d'argento movente dalla partizione) |
|        | Saint-Lubin-en-Vergonnois De sinople à la mitre d'argent accompagnée en chef de deux tours et en pointe d'une rivière, le tout d'or, à la roue de moulin de huit augettes de gueules brochant sur la rivière. (di verde, alla mitra d'argento, accompagnata in capo da due torri e in punta da un fiume, il tutto d'oro, alla ruota da mulino di otto secchi di rosso, attraversante sul fiume) |
|        | Saint-Marc-du-Cor De sinople au cor de chasse d'or, virolé et enguiché de gueules, accompagné en pointe de deux burèles ondées d'argent. (di verde, al corno da caccia d'oro, guarnito di rosso, accompagnato in punta da due burelle ondate d'argento) |
|        | Saint-Martin-des-Bois De sinople à Saint Georges d'argent, le manteau voltigeant d'azur bordé d'or, monté sur un cheval aussi d'argent harnaché et sellé de gueules, et terrassant d'une croix latine renversée de sable à longue hampe un dragon d'or, au chef cousu de gueules chargé de trois fleurs de lys d'or. (di verde, al San Giorgio d'argento, col mantello volteggiante d'azzurro bordato d'oro, montato su un cavallo pure d'argento gualdrappato e sellato di rosso, e atterrante con una croce latina rovesciata di nero, con l'asta lunga, un drago d'oro; al capo cucito di rosso, caricato di tre gigli d'oro) |
|        | Saint-Ouen D'azur à la gerbe de blé d'or liée du même, le lien étant souligné d'azur, et issant d'un grêlier aussi d'or, accompagné en pointe de cinq trangles ondées d'or, au chef du même chargé de trois tours ouvertes d'azur, celle du milieu reposant sur un cintre aussi d'azur, les deux autres mouvant de la partition. (d'azzurro, al covone di grano d'oro legato dello stesso, la corda disegnata in azzurro, e uscente da un corno pure d'oro, accompagnato in punta da cinque trangle ondate d'oro; al capo dello stesso, caricato di tre torri d'azzurro, aperte, quella centrale posata su un semicerchio pure d'azzurro, le altre due moventi dalla partizione) |
|        | Saint-Quentin-les-Trôo Parti au 1er d'argent à 3 fasces de sable, à la bande senestrée en chef d'une croix pattée alésée , toutes deux de gueules brochant ; au 2ème d'or à 3 peupliers de sinople fûtés de sable, celui du milieu plus haut, posés sur une terrasse d'azur. (partito: nel 1º d'argento, a tre fasce di nero, alla banda sinistrata in capo da una croce patente scorciata, entrambe di rosso, attraversante; nel 2º d'oro, a tre pioppi di verde, fustati di nero, quello centrale più alto, posati su una terrazza d'azzurro) |
|        | Saint-Rimay De sinople au buste de Saint Richimer auréolé d'or. (di verde, al busto di San Ricimero diademato d'oro) |
|        | Saint-Viâtre Parti : au premier d'argent au chef d'azur, au second d'hermine aux trois fasces ondées de sable, au lambel de gueules brochant. (partito: nel 1º d'argento, al capo d'azzurro; nel 2º d'armellino, a tre fasce ondate di nero, al lambello di rosso attraversante) |
|        | Sainte-Anne D'azur aux trois lys de jardin d'argent disposés en forme de fleur de lys et liés d'or. (d'azzurro, a tre gigli di giardino d'argento disposti in forma di giglio araldico e legati d'oro) |
|        | Sainte-Gemmes Fascé d'argent et de gueules de huit pièces, à l'anille de sable brochant en abîme. (fasciato d'argento e di rosso di otto pezzi, al ferro d'ancoraggio di nero attraversante in cuore) |
|        | Salbris De sinople à l'écusson d'argent chargé d'un chevron de sable accompagné de trois abeilles volant du même, ledit écusson accompagné de cinq quintefeuilles ordonnées trois en chef et deux aux flancs, soutenu de deux faisans adossés, le tout d'or. (di verde, allo scudetto d'argento caricato di uno scaglione di nero accompagnato da tre api volanti dello stesso, lo scudetto accompagnato da cinque cinquefoglie ordinate tre in capo e due ai fianchi, sostenuto da due fagiani addossati, il tutto d'oro) |
|        | Sambin De gueules à la billette d'or remplie au naturel, adextrée d'une crosse d'abbé et senestrée d'une jambe de Sainte Néomoise (cuisse et patte d'oie), le tout aussi d'or. (di rosso, al biglietto d'oro ripieno dello stesso, addestrato da un pastorale da abate e sinistrato da una gamba di Santa Néomoise (coscia e piede d'oca), il tutto pure d'oro) |
|        | Sargé-sur-Braye De gueules à la croix jumelée d'argent cantonnée en chef à dextre d'un croissant contourné du même, à l'écusson, brochant sur le tout, d'or aux six annelets de gueules ordonnés 3, 2 et ,1, accompagnés en abîme d'une étoile de six rais d'azur. (di rosso, alla croce gemellata d'argento, accantonata in capo a destra da un crescente rivoltato dello stesso, allo scudetto, attraversante sul tutto, d'oro a sei anelletti di rosso ordinati 3, 2 e 1, accompagnati in cuore da una stella di sei raggi d'azzurro) |
|        | Sasnières De gueules au lévrier passant contourné d'argent, colleté d'azur et bouclé aussi d'argent. (di rosso, al levriero passante rivoltato d'argento, collarinato d'azzurro e affibbiato pure d'argento) |
|        | Savigny-sur-Braye D'azur au lion d'or. (d'azzuro, al leone d'oro) |
|        | Seillac De sinople à la tour d'or maçonnée de sable, ouverte et ajourée du champ, posée sur un étang aussi d'or, au chef du même chargé d'une coquille accostée de deux annelets, le tout de gueules. (di verde, alla torre d'oro murata di nero, aperta e finestrata del campo, posata su uno stagno pure d'oro; al capo dello stesso, caricato di una con chiglia accostata da due anelletti, il tutto di rosso) |
|        | Selles-sur-Cher D'azur aux trois selles d'or. (d'azzurro, a tre selle d'oro) |
|        | Selommes D'argent aux trois anilles de sable. (d'argento, a tre ferri d'ancoraggio di nero) |
|        | Soings-en-Sologne Écartelé : au premier d'azur à la tête de César laurée contournée d'argent, au deuxième de gueules à la grappe de raisin d'argent, au troisième de gueules à la botte d'asperges d'argent, au quatrième d'azur au brochet d'argent en pal. (inquartato; nel 1º d'azzurro, alla testa di Cesare, coronata d'alloro e rivoltata, d'argento; nel 2º di rosso, al grappolo d'uva d'argento; nel 3º di rosso, al mazzo di asparagi d'argento; nel 4º d'azzurro, al luccio d'argento in palo) |
|        | Souday De sinople au sautoir d'or. (di verde, alla croce di S. Andrea d'oro) |
|        | Souesmes D'azur à la cotice d'or, au lambel d'argent brochant, à la filière du même. (d'azzurro, alla cotissa d'oro, al lambello d'argento attraversante, alla filiera dello stesso) [il disegno, in realtà, mostra il lambello e la filiera d'oro e non d'argento] |
|        | Sougé D'argent aux deux fasces d'azur, à la bande fuselée de gueules senestrée en chef d'une force de tondeur de sable brochant. (d'argento, a due fasce d'azzurro, alla banda di fusi di rosso, sinistrata in capo da una forbice da tosatore di nero attraversante) |
|        | Souvigny-en-Sologne Écartelé : au premier de gueules au chapeau de paille d'or orné d'un ruban de sinople et cantonné en chef à dextre d'une lettre E capitale, et en pointe à senestre d'une lettre L capitale , toutes deux d'or; au deuxième d'azur à la fleur de lys d'or surmontée d'un lambel d'argent; au troisième d'or aux deux roseaux de sable, feuillés chacun d'une pièce de sinople; au quatrième de pourpre à l'église d'or. (inquartato: nel 1º di rosso, al cappello di paglia d'oro ornato da un nastro di verde e accantonato in capo a destra da una lettera E maiuscola, e in punta a sinistra da una lettera L maiuscola, entrambe d'oro; nel 2º d'azzurro, al giglio d'oro sormontato da un lambello d'argento; nel 3º d'oro, a due canne di nero, ciascuna fogliata di un pezzo di verde; nel 4º di porpora, alla chiesa d'oro) |
|        | Suèvres De gueules aux trois fasces d'argent, aux trois fleurs de lys d'or brochant, au chef cousu d'azur chargé d'une roue de moulin de huit augettes aussi d'argent, adextrée d'un épi et senestrée d'une grappe de raisin, tous deux d'or. (di rosso, a tre fasce d'argento, a tre gigli d'oro attraversanti; al capo cucito d'azzurro, caricato di una ruota da mulino di otto secchi pure d'argento, addestrata da una spiga e sinistrata da un grappolo d'uva, entrambi d'oro) |

## T-Z
| Stemma | Nome del comune e blasonatura |
| ------ | --- |
|        | Talcy D'argent aux trois bandes bretessées et contre-bretessées de gueules. (d'argento, a tre bande merlate e contromerlate di rosso) |
|        | Le Temple Parti d'or et d'azur aux trois besants de l'un en l'autre, au chef émanché parti de sable et d'argent. (partito d'oro e d'azzurro, a tre bisanti dell'uno nell'altro; al campo inchiavato partito di nero e d'argento) |
|        | Ternay D'argent au lion d'azur lampassé et couronné de gueules. (d'argento, al leone d'azzurro lampassato e coronato di rosso) |
|        | Theillay D'azur aux broyes d'argent posées en chevron renversé, à la bordure cousue de gueules chargée d'un trescheur d'or câblé de sable. (d'azzurro, alle mordacchie d'argento poste in scaglione rovesciato, alla bordura cucita di rosso caricata di un'orlatura diminuita d'oro attorcigliata di nero) |
|        | Thoré-la-Rochette D'argent au pressoir de gueules, cerclé et posé sur un socle de sable, la vis de sable chargée de trois barres d'argent, au chef bastillé de sinople de deux pièces et deux demies. (d'argento, al torchio di rosso, cerchiato e posato su uno zoccolo di nero, con la vite di verde caricata di tre sbarre d'argento; al capo merlato di due pezzi e due mezzi) |
|        | Tour-en-Sologne De sinople au chevron d'or accompagné en pointe d'une tour du même, au chef cousu de gueules chargé de trois besants d'or. (di verde, allo scaglione d'oro, accompagnato in punta da una torre dello stesso; al capo cucito di rosso, caricato di tre bisanti d'oro) |
|        | Tourailles D'or fretté de sinople, au tau de gueules brochant en pointe. (d'oro, cancellato di verde, al tau di rosso in punta) Formula: 06:CNC:AUR/VIR/8+CTAU:RUB/ORPUN |
|        | Tréhet D'or au pont de trois arches de gueules maçonné de sable sur une rivière aussi d'or, accompagné de trois roseaux de sinople mouvant de la rivière dans l'évidement des arches, et surmonté de trois aiglettes de sable rangées en chef. (d'oro, al ponte di tre archi di rosso murato di nero, su un fiume pure d'oro, accompagnato d tre canne di verde moventi dal fiume nelle arcate, e sormontato da tre aquilotti di nero ordinati in capo) |
|        | Trôo D'argent aux trois flammes de gueules. (d'argento, a tre fiamme di rosso) |
|        | Vallières-les-Grandes D'argent au chêne au naturel terrassé de sinople, au chef ondé d'azur chargé d'une quintefeuille adextrée d'une grappe de raisin et senestrée d'une gerbe, le tout d'or. (d'argento, alla quercia al naturale terrazzata di verde; al capo ondato d'azzurro, caricato di una cinquefoglie addestrata da un grappolo d'uva e sinistrata da un covone, il tutto d'oro) |
|        | Vendôme D'argent au chef de gueules, au lion d'azur, armé, lampassé et couronné d'or, brochant sur le tout. (d'argento, al capo di rosso, al leone d'azzurro, armato, lampassato e coronato d'oro, attraversante sul tutto) |
|        | Verdes D'azur à la colonne antique d'argent accompagnée en pointe de deux épis de blé effeuillés d'or passés en sautoir. (d'azzurro, alla colonna antica d'argento, accompagnata in punta da due spighe di grano spiumate d'oro, passate in decusse) |
|        | Veuves De sinople au drakkar d'argent, la proue en tête de dragon, mâté d'une épée abaissée du même, chargé de cinq besants d'or accolés en fasce et surchargés des lettres V, I, D, U, A capitales de sable, et flottant sur des ondes d'azur agitées d'argent mouvant de la pointe. (di verde, al drakkar d'argento, la prua a forma di testa di drago, alberato da una spada abbassata dello stesso, caricato di cinque bisanti d'oro accollati in fascia e sovraccaricati dalle lettere maiuscole V, I, D, U, A di nero, e navigante su onde d'azzurro agitate d'argento moventi dalla punta) |
|        | Vievy-le-Rayé De gueules à la bordure d'or chargée de douze tourteaux d'azur, 5, 2, 2, 2 et 1, au chef aussi de gueules chargé de trois coquilles aussi d'or. (di rosso, alla bordura d'oro caricata da dodici torte d'azzurro, 5, 2, 2, 2 e 1; al capo pure di rosso, caricato di tre conchiglie pure d'oro) |
|        | Villavard De gueules à la vierge à l'enfant de sable, tous deux habillés d'une robe diaprée d'argent, la vierge couronnée d'or, au franc-canton aussi d'argent chargé d'une croix pattée du champ. (di rosso, alla Madonna col bambino di nero, entrambi vestiti di argento diaprato, la vergine coronata d'oro; al canton franco pure d'argento, caricato di una croce patente del campo) |
|        | La Ville-aux-Clercs Écartelé d'or et d'azur, au portail de gueules maçonné et ajouré de sable, ouvert du champ, brochant sur le tout. (inquartato d'oro e d'azzurro, al portale di rosso, murato e finestrato di nero, aperto del campo, attraversante sul tutto) |
|        | Villebout D'argent à la bande échiquetée d'argent et d'azur de deux traits, accompagnée de deux merlettes de sable. (d'argento, alla banda scaccata d'argento e d'azzurro di due file, accompagnata da due merlotti di nero) |
|        | Villechauve D'azur au peigne d'or en fasce; à la filière cousue de gueules. (d'azzurro, al pettine d'oro posto in fascia; alla filiera cucita di rosso) |
|        | Villedieu-le-Château D'azur à la croix d'argent, au château d'or, ouvert et ajouré aussi d'argent, brochant sur le tout. (d'azzurro, alla croce d'argento, al castello d'oro, aperto e finestrato pure d'argento, attraversante sul tutto) |
|        | Villefranche-sur-Cher De gueules à la clef d'argent posée en barre, l'anneau en losange pommeté, le panneton rempli de sable; à la plaine aussi d'argent, au franc-canton du même chargé d'un écusson du champ surchargé d'une croix pattée d'argent. (di rosso, alla chiave d'argento posta in sbarra, l'anello a losanga pomettata, il congegno ripieno di nero; alla pianura pure d'argento, al canton franco dello stesso caricato di uno scudetto del campo sovraccaricato di una croce patente d'argento)                                                                                   |
|        | Villemardy Losangé d'or et de gueules, à l'écusson d'or chargé d'un dragon de gueules membré d'azur, brochant en abîme. (losangato d'oro e di rosso, allo scudetto d'oro caricato di un drago di rosso, membrato d'azzurro, attraversante in cuore) |
|        | Villeporcher D'azur aux deux clés d'or posées en fasce l'une sur l'autre, au chef cousu de gueules chargé d'une croisette pattée d'argent. (d'azzurro, a due chiavi d'oro poste in fascia l'una sull'altra; al capo cucito di rosso, caricato di una crocetta patente d'argento) |
|        | Villerable Coupé : au premier parti d'azur à la fleur de lys d'or et d'argent au lion de sable, au second de sable au mont de trois coupeaux d'or. (troncato: nel 1º partito d'azzurro, al giglio d'oro, e d'argento, al leone di nero; nel 2º di nero, al monte di tre cime d'oro) |
|        | Villeromain D'or aux trois fasces entées de gueules. (d'oro, a tre fasce innestate di rosso) |
|        | Villetrun D'argent à la fasce de gueules accompagnée de trois merlettes du même, à la gerbe de blé d'or liée aussi de gueules brochant sur le tout, au chef-retrait échancré de sinople. (d'argento, alla fascia di rosso, accompagnata da tre merlotti dello stesso, al covone di grano d'oro, legato pure di rosso, attraversante sul tutto; al capo ritirato spinato allargato di verde) |
|        | Villiers-sur-Loir Parti d'azur et de gueules, aux deux chevrons jumelés renversés d'or brochant, accompagnés en chef d'une molette d'éperon d'argent brochant également, et en pointe de deux cimeterres aussi d'argent, garnis d'or, appointés en chevron renversé. (partito d'azzurro e di rosso, a due scaglioni gemelli rovesciati d'oro attraversanti, accompagnati in capo da una rotella di sperone d'argento pure attraversante, e in punta da due scimitarre pure d'argento, guarnite d'oro, appuntate in scaglione rovesciato)                                                          |
|        | Villiersfaux De gueules au chevron accompagné en chef de six losanges ordonnés en orle et en pointe d'une levrette passante, le tout d'argent. (di rosso, allo scaglione accompagnato in capo d sei losanghe ordinate in orlo e in punta da una femmina di levriero passante, il tutto d'argento) |
|        | Vineuil De sinople à la fasce abaissée d'or, à la botte d'asperges d'argent liée de sable brochant sur le tout. (di verde, alla fascia abbassata d'oro, al mazzo d'asparagi d'argento, legati di nero, attraversante sul tutto) |